# عنکبوت‌های دریایی غول
عنکبوت‌های دریایی غول (نام علمی: Pycnogonidae) نام یک خانواده از رده عنکبوت دریایی است.